# Ornithogalum insulare
Ornithogalum insulare ist eine Pflanzenart aus der Familie der Spargelgewächse (Asparagaceae). Sie ist bisher nur von drei kleinen Inseln vor der Küste der griechischen Ägäis-Insel Kreta bekannt.

## Beschreibung
Die Zwiebeln sind eiförmig bis eiförmig-kugelig, 4,5 bis 7 Zentimeter lang und haben einen Durchmesser von 4 bis 6 Zentimeter. Die Tunicen sind häutig; die äußeren sind schwach bräunlich bis schmutzig weiß, die inneren weißlich. Der Schaft ist kräftig, stielrund, mehr oder weniger stark gebogen, 60 bis 90 (selten bis 120) Zentimeter lang und misst an der Basis 5 bis 7 (selten bis 9) Millimeter im Durchmesser. Die 4 bis 6, seltener 7 Blätter sind kürzer als der Schaft, linealisch, 50 bis 60 (selten bis 75) Zentimeter lang und 1,5 bis 2,5 (selten bis 3,5) Zentimeter breit. Sie sind einheitlich blassgrün, flach oder leicht rinnig, ganzrandig, unbehaart und verschmälern sich zur Spitze hin. Wenn die Pflanzen blühen, sind die Blätter fast schon verwelkt.
Der Blütenstand besteht aus 35 bis 47 (selten bis 50) Blüten. Er ist eine dichte, gebogene, zylindrische Traube mit einer Länge von 22 bis 40 (selten bis 50) Zentimetern. Zur Fruchtreife verlängert er sich auf 27 bis 45 (selten bis 55) Zentimeter. Die Blütenstiele sind bei den unteren Blüten bis 45 und bei den oberen bis 20 Millimeter lang. Zur Blütezeit sind sie aufrecht-abstehend bis abstehend und zur Fruchtreife fast aufrecht bis abstehend, aber niemals an die Achse des Blütenstandes angedrückt. Die Tragblätter sind lanzettlich, kürzer als die Blütenstiele, häutig, weißlich, pfriemförmig und an ihrer Basis fast zylindrisch. Sie besitzen 5 bis 12 matt grünliche Nerven, welche an der Basis 2 bis 5 Millimeter breit sind. Die Länge der Nerven variiert von 20 bis 28 Millimetern bei den unteren bis 8 bis 11 Millimetern bei den oberen Tragblättern.
Die Blüten sind mehr oder weniger sternförmig und haben einen Durchmesser von 20 bis 30 (selten bis 35) Millimeter. Die Perigonblätter sind 12 bis 18 × 4,5 bis 5,5 Millimeter groß, lanzettlich-elliptisch, mit papillös-drüsiger Spitze und in Längsrichtung eingerollten Blatträndern. Sie sind weiß bis schmutzig weiß auf der Innenseite und schmutzig weiß bis grünlich weiß oder gelegentlich mit einem unscheinbaren, gelblich-grünen Mittelstreifen auf der Außenseite. Sie weisen 3 bis 5 matte Nerven auf, die 1,5 bis 2 Millimeter breit sind und weder Spitze, noch Basis der Perigonblätter erreichen. Weiters sind die Perigonblätter leicht zurückgebogen, erweitert und auch während der Fruchtreife noch bleibend. Die Staubfäden sind weiß, 7 bis 9 × 1,5 bis 2 Millimeter groß und mehr oder weniger plötzlich in ein kurzes Anhängsel zusammengezogen. Die Staubbeutel sind 3,5 bis 4,8 × 1,5 bis 1,7 Millimeter groß und schmutzig weiß. Der Fruchtknoten ist fast kugelförmig bis zylindrisch, 3 bis 4 × 2,8 bis 3,2 Millimeter groß, grünlich und unbehaart. Die Griffel sind weiß, 4 bis 5,5 Millimeter lang und länger als der Fruchtknoten. Die Narbe ist kopfig. Die Kapselfrüchte sind eiförmig und an der Spitze gestutzt mit drei gerundeten Kanten, welche durch flachen Furchen voneinander getrennt werden. Die Früchte sind hell braun und 12 bis 14 × 9 bis 10 Millimeter groß. Die Samen sind 5 bis 7 Millimeter lang und kantig mit einem kurzen, zungenartigen Anhängsel. Die Samenschale ist schwarz, leicht gerunzelt und leicht papillös. Die Samen keimen epigäisch.
Die Blütezeit liegt im späten Frühling im Mai.
Die Chromosomenzahl beträgt 2n = 44.

## Vorkommen
Ornithogalum insulare ist bislang nur von drei kleinen Inseln, die der Küste der griechischen Insel Kreta vorgelagert sind, nachgewiesen. Nordöstlich von Psira und Konida in der Ägäis sowie südlich von Megalo Paximadi im Libyschen Meer. Auf Psira sind drei Teilpopulationen mit zusammen ca. 150 Pflanzen bekannt, von Konida ca. 30 Pflanzen und von Megalo Paximadi ein Dutzend. Auf Psira wächst Ornithogalum insulare an den Hängen niedriger, felsiger Hügel innerhalb von Phrygana. Die Vegetation besteht hier unter anderem aus Thymbra capitata, Salvia fruticosa, Cynara cornigera, Muscari spreitzenhoferi und Therophyten wie Bromus madritensis und Urospermum picroides.

## Systematik
Ornithogalum insulare ist eine Art innerhalb der Gattung der Milchsterne (Ornithogalum). Sie wurde 2018 von Zacharias Kypriotakis, Eleftheria Antaloudaki und Dimitris Tzanoudakis in Botanica Serbica erstbeschrieben. Der Name insulare bezieht sich darauf, dass sich die bekannte Verbreitung auf drei kleine Inseln der südlichen Ägäis beschränkt. Die Art zeigt morphologische Ähnlichkeiten mit Ornithogalum creticum und Ornithogalum pyrenaicum aus der Untergattung Beryllis, aber auch mit der auf der kroatischen Insel Palagruža endemischen Art Ornithogalum visianicum sowie mit Ornithogalum arcuatum, einem Element der Irano-Turanischen Gebirgsflora.

## Gefährdung
In der Roten Liste der IUCN wurde die Art noch nicht aufgenommen. Aufgrund des kleinen Verbreitungsgebietes und des geringen Bestandes von weniger als 200 bekannte Individuen wird Ornithogalum insulare von den Autoren der Erstbeschreibung anhand der Kriterien der IUCN aber eingeschätzt, dass sie wahrscheinlich als „critically endangered“ (vom Aussterben bedroht) einzustufen wäre.